# Pasar Muara Beliti
Pasar Muara Beliti is een bestuurslaag in het regentschap Musi Rawas van de provincie Zuid-Sumatra, Indonesië. Pasar Muara Beliti telt 4464 inwoners (volkstelling 2010).